# Perspective Métallurgie
La perspective Métallurgie (en ukrainien : Металургів проспект) est une artère située dans la ville de Zaporijjia en Ukraine.

## Situation
L'avenue part de l'autoroute du sud, traverse la rue Rekordna, la rue de l'Ukraine indépendante, l'avenue Soborny, la rue Bogdan Khmelnitski et se termine à la rue Peremogy. La rue est au Registre national des monuments d'Ukraine sous le numéro : 23-101-0150.

## Histoire
L'artère a été en 1929 sous le nom d'Allée des Passionnés du nom de Sergo Ordjonikidze, puis avenue Chevtchenko pendant l'occupation allemande avant de prendre le nom de Lénine en 1949 et le 14 novembre 1961, l'avenue reçoit son nom actuel qui rend hommage aux métallurgiste qui fondèrent la ville.

### Bâtiments remarquables

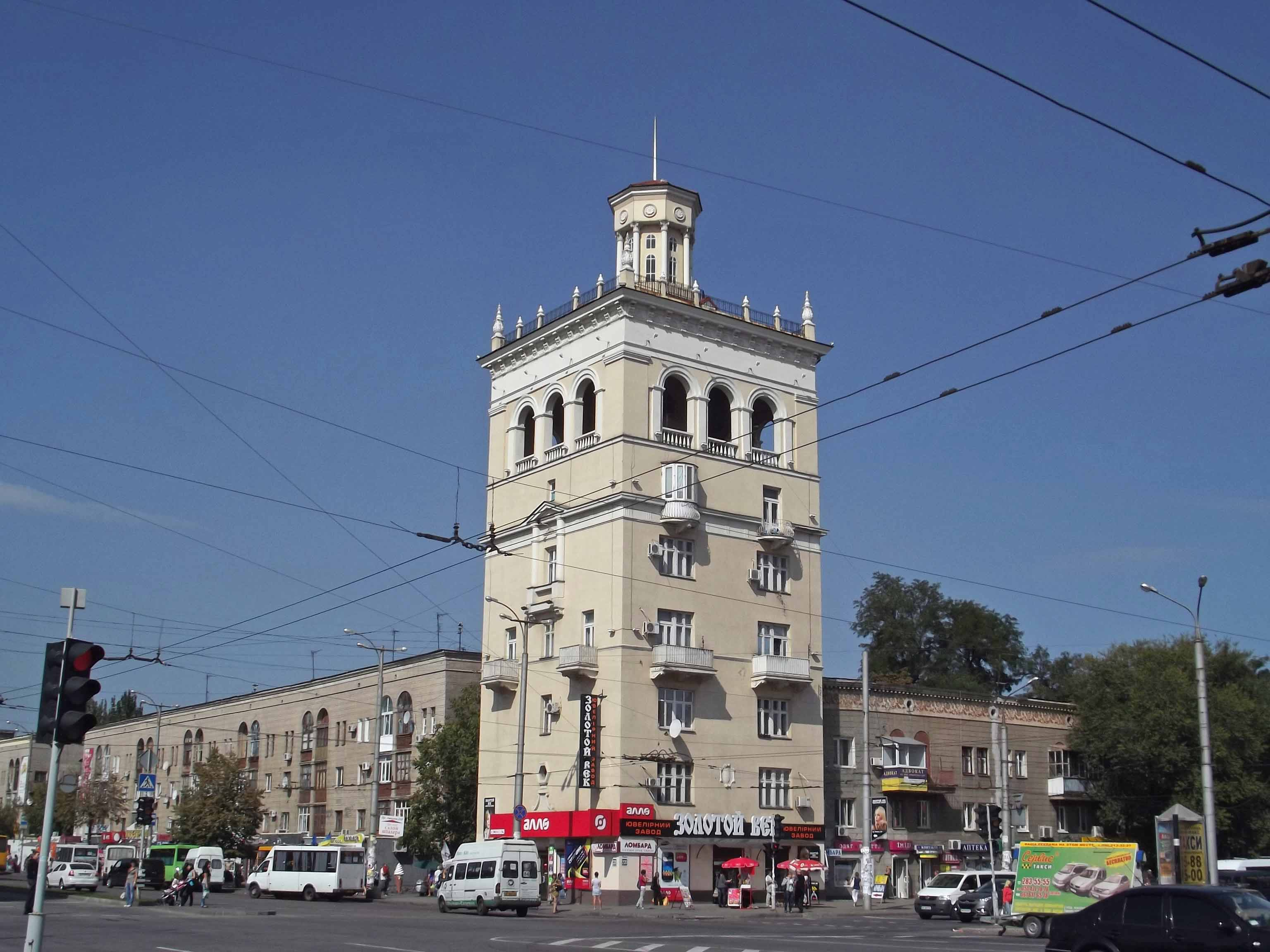
Immeuble d'angle avec la Perspective de la Cathédrale (Zaporijjia) classé
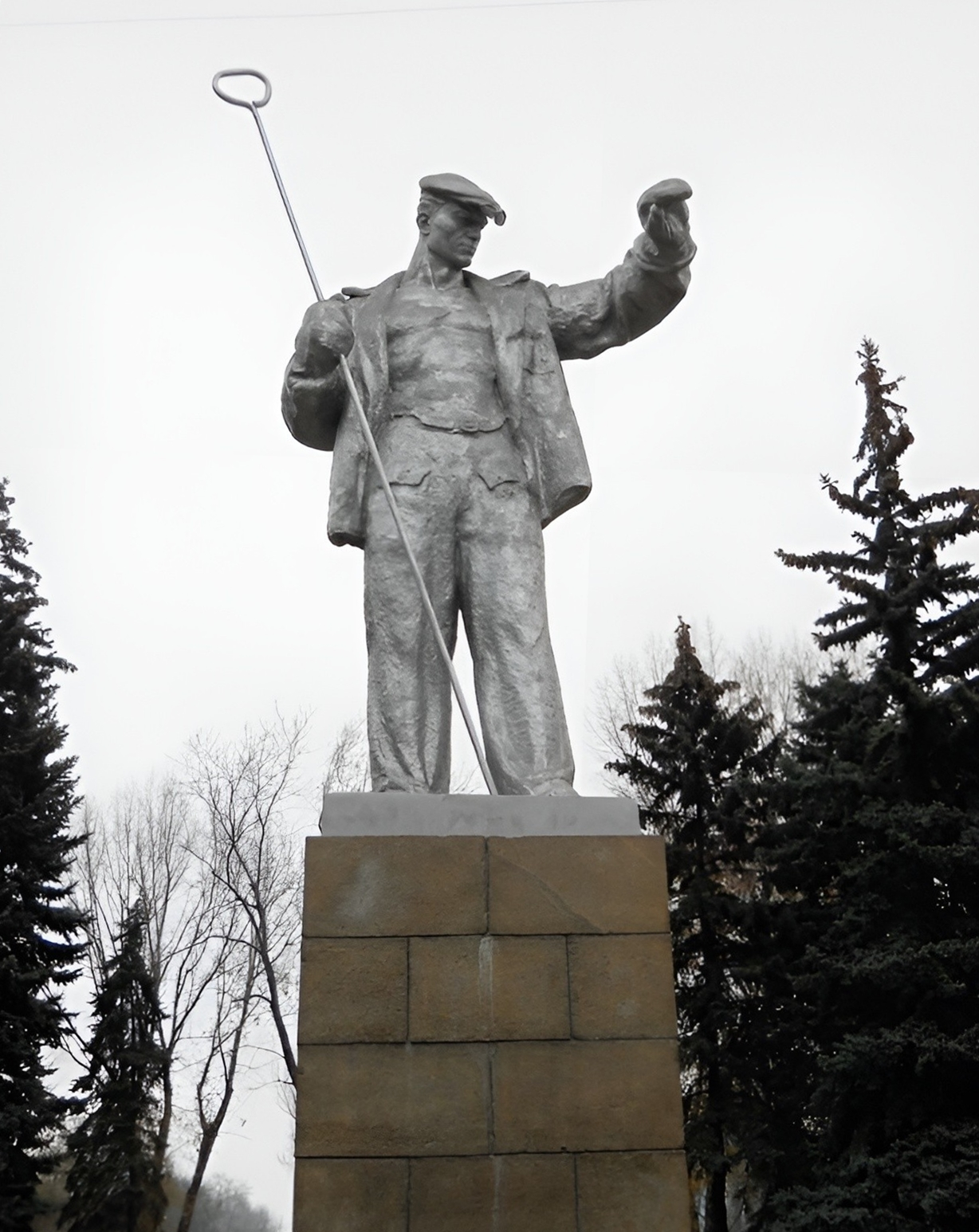
monument aux métallurgistes classé [3],
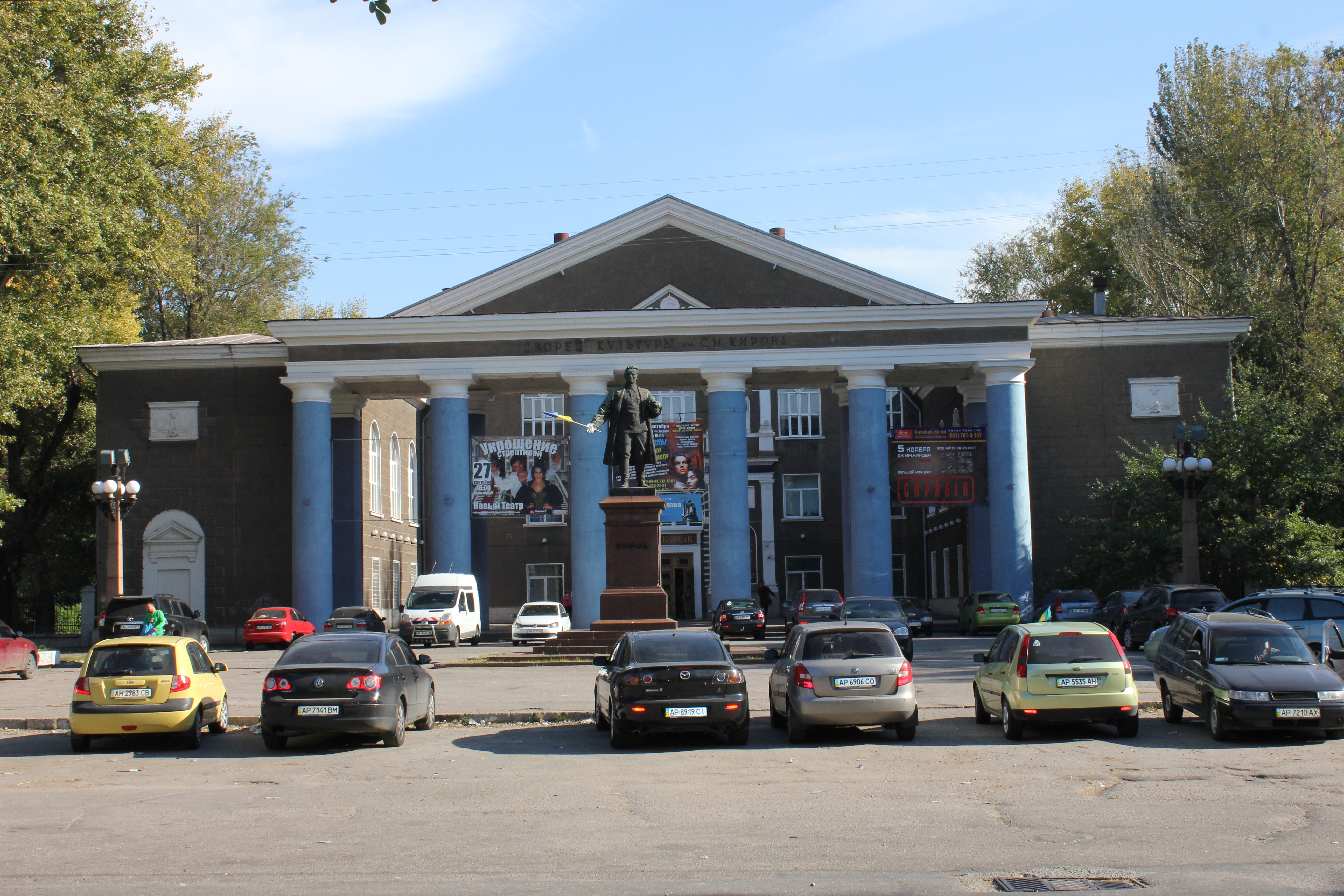
palais de la culture de l'usine d'aluminium classé [4],
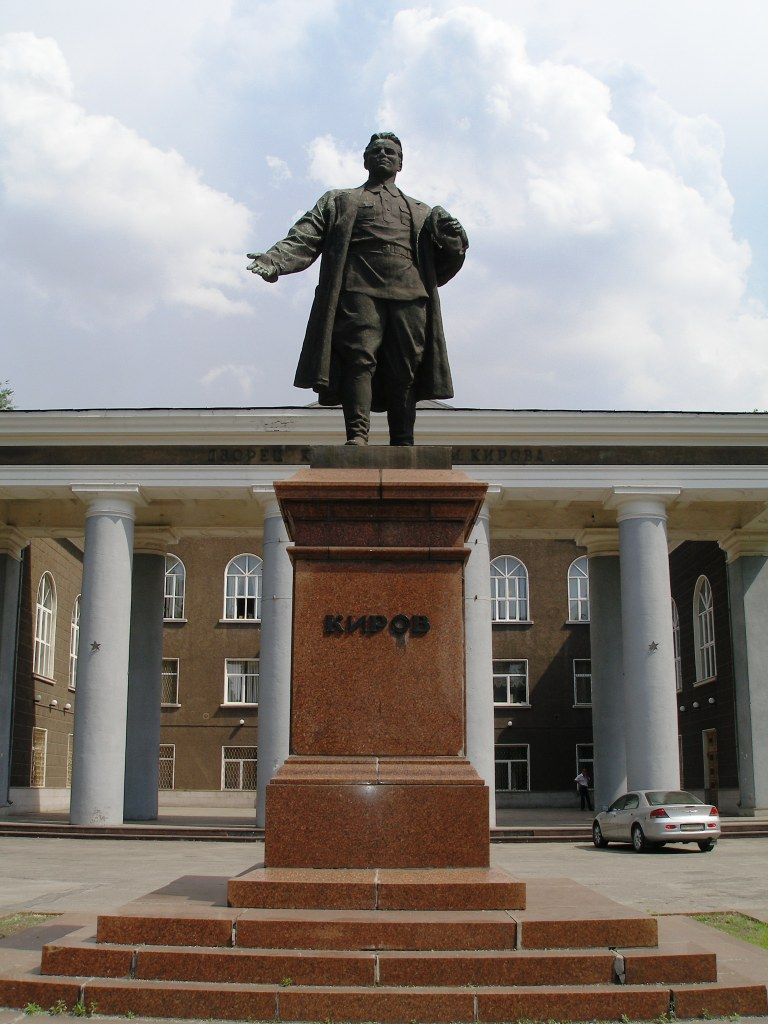
monument à Sergueï Kirov classé [5].
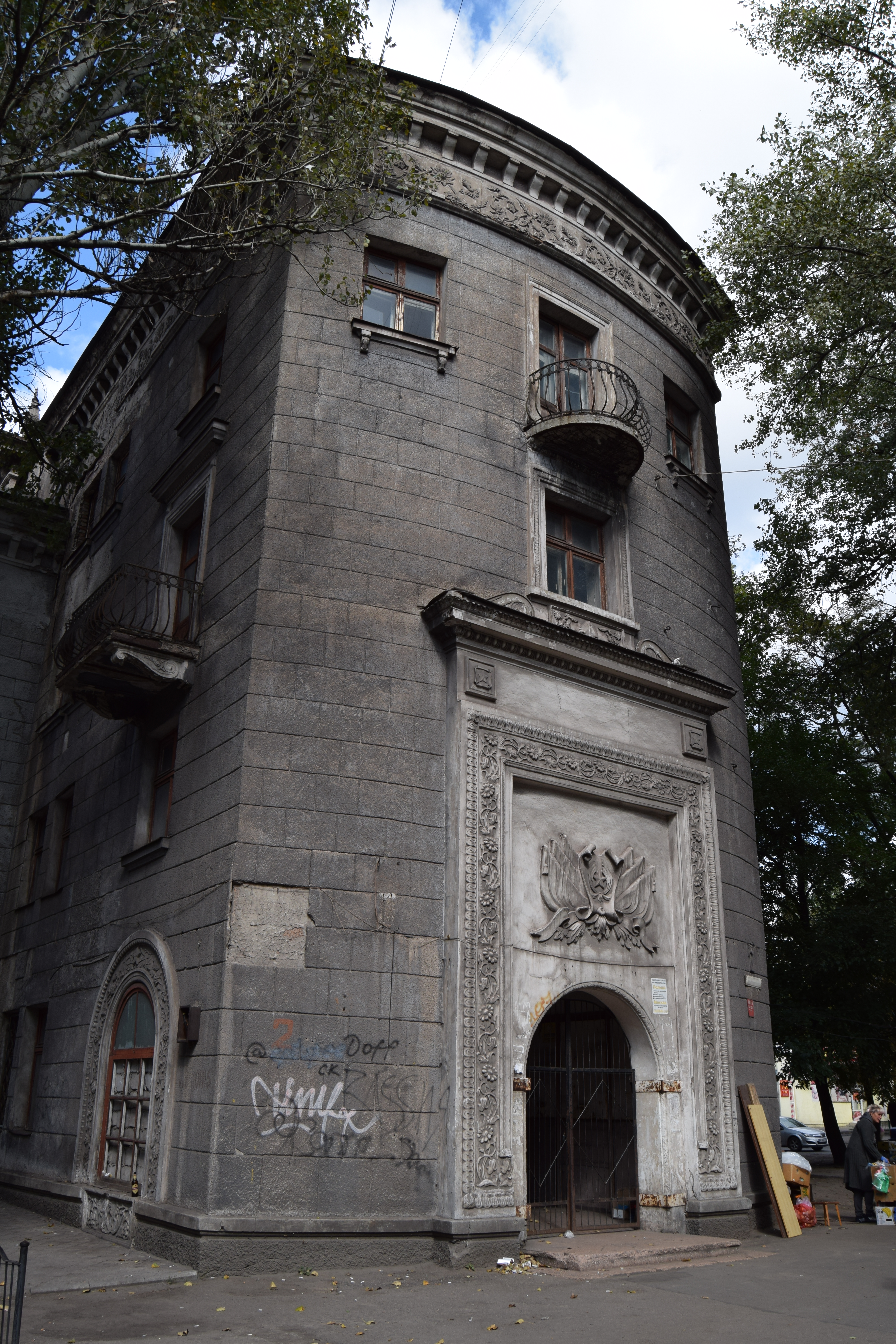
immeuble classé [6].

## Voir également
- Zaporijjia.